# Arthur Schulz (Geistlicher)
Arthur Schulz (* 11. November 1897 in London; † 30. Januar 1945 in Bischofstein) war ein deutscher römisch-katholischer Geistlicher und Märtyrer.

## Leben
Arthur Schulz legte das Abitur in Braunsberg ab, studierte Theologie am Lyceum Hosianum ebenda und wurde am 15. Juli 1927 in Frauenburg zum Priester geweiht. Als Kaplan in Wormditt kam er wegen seiner Erfolge als Jugendseelsorger mit der Hitlerjugend in Konflikt und erhielt von den Nationalsozialisten Unterrichtsverbot.
1935 wurde er Pfarrer in Treuburg. Als Anfang 1945 die Rote Armee anrückte und die Bevölkerung evakuiert wurde, ging er über  Sensburg nach Bischofstein (zwischen Heilsberg und Rößel) und wurde dort in der Propstei von einem sowjetischen Offizier erschossen. Er war 47 Jahre alt.

## Gedenken
Die Römisch-katholische Kirche in Deutschland hat Arthur Schulz als Märtyrer aus der Zeit des Nationalsozialismus in das deutsche Martyrologium des 20. Jahrhunderts aufgenommen.